# Cathédrale Notre-Dame-de-Lourdes de Bobo-Dioulasso
Cette  cathédrale n’est pas la seule cathédrale Notre-Dame-de-Lourdes.
La cathédrale Notre-Dame-de-Lourdes à Bobo-Dioulasso, est la cathédrale du diocèse de Bobo-Dioulasso.
Située entre la gare ferroviaire et le marché central de Bobo, elle a été inaugurée en 1961 après la pose de sa première pierre en 1957 par Daniel Ouezzin Coulibaly.
Elle a accueilli les reliques de saint Jean Bosco les 3 et 4 février 2012,.
Elle souffre pourtant de problèmes d'entretien.
Fermée en Juillet 2020 pour des travaux de réhabilitation; la cathédrale fait peau neuve en ce dimanche 16 mai 2021 en présence du président du Faso Roch Marc Christian Kaboré
. 